# OZ/オズ
『OZ/オズ』（Oz）は、アメリカ合衆国で作成された1時間のテレビドラマ番組のシリーズ。刑務所を舞台にした人間ドラマ。1997年から2003年にかけて、計6シーズンに渡って全56話、ケーブルテレビ局HBOにて放送された。日本においては、スーパーチャンネル(現・スーパー!ドラマTV)にて2001年12月29日から2005年7月22日にかけて放送された。

## 作品概要
『オズ』は映画監督であるトム・フォンタナ、バリー・レヴィンソンによって製作された。 両名は既にNBCネットワークにて、ドラマ『ホミサイド/殺人捜査課』を手がけていたが、 その第58話「暴動」で刑務所を題材にしたことが『オズ』誕生のきっかけとなった。レヴィンソンは企画を地上波ネットワークではなく、表現の規制が少ないケーブルテレビ局、HBOに持ち込み、『オズ』の放送がスタートした。 
『オズ』では人種差別、暴力、麻薬、同性愛といった難しいテーマや汚い言葉、セックスシーン、排泄行為など従来では放送不可能な事柄が、大胆に生々しく描写されている。また、企画・脚本はトム・フォンタナ一人が担当しているため、番組は1年間にわずか8本しか製作されておらず、これが番組の質の向上を手助けしている。
タイトルにもある「オズ」とは、最も警備が厳しい重罪犯用のオズワルド州刑務所の通称である。 ドラマの舞台のほとんどは、エメラルドシティ（エムシティ）と呼ばれる実験的区画であり、 新しい囚人更生プログラムのためにティム・マクマナスが立ち上げたものである。 エムシティにはさまざまな人種・社会集団がひしめいているため、その暴力と犯罪の理由は多様であり、囚人たちが希望と挫折の狭間で見せる苦悩は「オズ」の見せ場である。

## 刑務所内のグループ
オズの78パーセントは黒人であり、人種・グループ間の問題はオズのトラブルの大きな原因である。 第二シーズンでは、マクマナスは代表者会議を開くために囚人を10のグループに分けた。
ちなみに、エムシティに入ることができるのはそれぞれのグループから4人ちょうどであり、このシステムは、アデビシたちの謀略でマクマナスが失脚しクアーンズが新しいエムシティの管理者になった際に廃止された。 再びマクマナスがエムシティに戻ってきたときは、システムは元に戻ったようである。
- ムスリム

ムスリムは、コーランの朗読と礼拝を日課とし、黒人の生活と労働条件を改善するためにさまざまな運動を繰り広げるグループで、 アフリカ系アメリカ人によって組織されている。 リーダーはカリーム・サイードで、グループでは厳しい規律のもと、麻薬と同性愛は固く禁じられている。 彼らはアーリア人グループとは犬猿の仲だがその他のグループとの争いはほとんどない。 これは暴力を禁じる厳しい規律や強い団結、サイードのカリスマによるものと言える。 サイードの死後はアリフがリーダーとなるが、力不足に悩むことになる。
- 黒人ギャング

ムスリム同様にアフリカ系アメリカ人のグループ。 構成員はオズ内で最多で、ムスリムとは対照的に麻薬、暴力、殺人など何でもありの強大なグループだが、 それゆえ揉め事も多く、キーン、アデビシ、ポエット、レディングと頻繁にリーダーが変わった。 無秩序に見える彼らだが、彼らには彼らのルールがあり、潜入捜査をしていたモーベイもその洗礼を受けた。 オズにおける麻薬の売買を仕切っているグループのひとつである。 同じく麻薬売買に関わるイタリアン・マフィアやラティーノとは協力関係を結ぶこともあるが、 腹の底ではお互いに邪魔者を排除し、売買を独占したいと思っている。
- アーリア人グループ

ヴァーン・シリンガー率いるアーリア人グループは、 黒人、ユダヤ人、その他純粋な白人でない者を嫌う白人至上主義者である。 何より白人の純血を大事にしており、それを破ったものには容赦がない。 シリンガーの腹心の部下であるロブソンは純血の掟を破ったとして除名された。 新入りの囚人を強姦してペットにしたり、有色人種を見せしめに殺すなどオズで最もサディスティックなグループである。 麻薬には反対しており、バイカーたちとはつながりが強い。
- バイカー

バイカーは麻薬と入れ墨を愛する白人グループで、メンバーは体中にタトゥーを彫っている。  また、主要メンバーはスコット・ロス、ジャズ・ホイットである。 アーリア人グループとは同盟関係にあり、彼らが黒人グループと対立する時などに協力している。
- イタリアンマフィア

イタリアンマフィアはオズ内のさまざまな違法行為に関わっている。 他のグループとともに麻薬取引をしているが、黒人ギャングとは反目が耐えない。 第1シーズンではニノ・シベッタがリーダーであり、彼が失脚した後は息子のピーターが後を引き継いだ。 その後、リーダーはアントニオ・ナッパ、チャッキー・パンカーモと変わった。 グループの影響力は広く、看守にも顔が利く。オズの外ともつながりが強く、取引によって外の人間の殺人も請け負う。 ビーチャーもシリンガーの息子ハンクの殺人を依頼した。メンバーのほとんどがシチリア島の出身である。
- ラティノギャング

ヒスパニックにより構成されるグループで、ほとんど麻薬の売人である。 オズの中のラテン人はほとんどプエルトリコ人である。 最初はミゲルがリーダーだったが「エル・シド」ことラウル・ヘルナンデスが入所してからは彼にリーダーの座を譲った。 後にモラレスがリーダーとなったときには、イタリア人とつるむことが多かった。 シリーズを通して、ミゲルは、同じラティーノのグエラと仲が悪く、二人の確執はシリーズ終盤まで続いた。
- アイリッシュ

アイリッシュは少人数の白人グループだが この呼称はマクマナスが決めたものであり、特にグループとして機能しているわけではない。 アイリッシュで注目すべきは、オズでもっとも危険な男、ライアン・オライリーである。 オライリーと敵対した囚人はあらゆる手段で必ず消される。 シリンガーがオライリーの弟シリルを強姦して以来、アーリア人とは仲が悪い。
- クリスチャン

クリスチャンは囚人にキリスト教を布教している。 他のグループにとって無害なため、あまり抗争に巻き込まれることは少ないが、虐げられることは多い。
- ゲイ

ゲイのグループは同性愛者で構成されているが、同性と性交渉を持つものが全てこのグループにいるわけではない（シリンガーなどはゲイではなくむしろ彼らを差別しているが、男とセックスはしている）。一部を除き、服装は派手で女性的である。主要メンバーはナット（ナタリエ）・ギンズバーグ、アロンゾ・トルケマーダ。
- その他

特定のグループに入っていない、オズの中のはみ出し者グループである。 トバイアス・ビーチャー、クリス・ケラー、ロバート・リバド、オマー・ホワイト、 オーガスタス・ヒル、アガメムノン・ブスマリスがあげられる。

## 登場人物

### 囚人
オーガスタス・ヒル
演 - ハロルド・ペリノー、日本語吹替 - 檀臣幸
囚人番号 #95H522
かつて麻薬の売人であった。 逮捕時に警官を銃撃し、その報復にビルから突き落とされ下半身不随となり、オズでは車椅子で生活していた。
麻薬もやめ、アデビシの黒人勢による乗っ取り計画に誘われた際も断るなど、オズ内で一番更生していたが、母の死をきっかけに自暴自棄となり再びドラッグに手を出してしまう。
一方、シリーズの語り部としても登場した。
ミゲル・アルバレス
演 - カーク・アセヴェド、日本語吹替 - 清水敏孝（シーズン4まで）→加瀬康之（シーズン5以降）
囚人番号 #97A413
ラティーノギャングのリーダーだったが自分の統率力のなさに悩み、 エルシドに認めてもらうために看守の目を切り取った。
その後、エルシドに何度も命を狙われるが、その度に逃れ、ブスマリスと一緒に脱獄する。悪運が強い分、大きな騒動に巻き込まれることが多い。
更生を望んでいるが短気な性格が災いし、周囲の理解を得られず疲弊していく。
カリーム・サイード
演 - イーモン・ウォーカー、日本語吹替 - 青山穣
囚人番号 #97S444
自らを政治犯と称する、偉大なムスリムの指導者。
刑務所内の人権・人種問題を解決するためにさまざまな裁判やハンガーストライキなどの活動を繰り広げ、 そのためにマクマナスからは煙たがられている。
憎しみ合いを嫌うカリスマ的存在で、アデビシからも一目置かれていたが、彼を殺害してしまい、その後はダークサイドに落ちていく。
オマーとの交流などによって立ち直った後、ヒルの回顧録を出版するため奔走するが、面会に来た男に銃撃され、志半ばに死亡する。
ライアン・オライリー
演 - ディーン・ウィンタース、日本語吹替 - 鈴木正和
囚人番号# 97P904
アイルランド系。弟のシリルがおり、 オライリーの呼称は一般にライアンを指す。
オズワルド刑務所屈指の策士で、シベッタ、キーン、スタニスロフスキーなどオズの主要人物を始末したが、自分で手を下すことはほとんどない。
ネイサンに恋をし、その歪んだ愛情で次々と問題を起こす。彼女を強姦したキーナンがオズに収容されたときは、珍しく自らがキーナンを殺害し、それ以降は、自分の手を汚すことが多くなる。
製作総指揮のトム・フォンタナは、彼をシェイクスピアの悲劇『オセロ』のイアーゴーにたとえている。
ニノ・シベッタ
演 - トニー・ムサンテ、日本語吹替 - 秋元羊介
マフィアの最初のリーダーであり、オズを牛耳っていた。 アデビシとオライリーにガラスの粉末入りの食事を食べさせられ、入院、死亡する。
ピーター・シベッタ
演 - エディ・マラヴァルカ
ニノ・シベッタの息子で、資金洗浄の罪でオズに収監された。 父親の死後マフィアのリーダーになり、グリン所長の弱みを握るが、アデビシの謀略で入院。
その後、アデビシに復讐を企てるが返り討ちにあい、強姦され精神病棟に入院してしまう。
シーズン5では退院するが、今度はシリンガーに強姦され、グリン所長の圧力もありボロボロになる。
後にオライリーに対し、彼の心の支えであったミーハン神父を呪い殺させたと脅すが、 オライリーにより裏切ったパンカーモにより懲罰房の中で無残に殺される。
トバイアス・ビーチャー
演 - リー・ターゲセン、日本語吹替 - 牛山茂
囚人番号 #97B412
かつてはエリート弁護士であったが、飲酒運転で少女を撥ね死亡させた為オズに収監された。
入所直後からシリンガーに虐待され、親族をも巻き込んだ骨肉の争いを繰り広げることになる。また、ケラーとの愛憎劇はオズの大きな見所の一つである。
元来は平凡な人間だったが、オズでの壮絶な日々によって、たくましく狂気じみた人物へと変わっていく。
迷いの多い人物で麻薬、酒、宗教に救いを求めた。
ヴァーン・シリンガー
演 - J・K・シモンズ、日本語吹替 - 有本欽隆
囚人番号 #92S110
アーリア人グループのリーダーで、非常に冷酷な人物。家族には優しく、息子に麻薬を売りつけようとした売人に対する過重暴行でオズに収監された。
ビーチャーとは犬猿の仲だが、第4シーズンでクルティエ牧師の説教に触れた際は一時期和解したこともあった。
息子は、アンドリュー・シリンガーとハンク・シリンガー、の二人がいる。
サイモン・アデビシ
演 - アドウェール・アキノエ＝アグバエ、日本語吹替 - 乃村健次
囚人番号 #93A234
黒人ギャングのメンバーで、自らの欲望に忠実な人物。ナイジェリアからの移民二世であり大柄だが頭はいい。
キーンがリーダーだった頃はあまり目立たなかったが、彼の死後は麻薬取引に積極的に関わった。
しかし、ジャラと出会ったことでアフリカ人の誇りを思い出し、一時期はすっかりおとなしくなった。ジャラがワングラーに殺された後は、黒人によるエムシティ乗っ取りを図った。
ムスリムのサイードを評価しており、彼とともにエムシティに理想郷を築こうとした。
バー・レディング
演 - アンソニー・チスホルム、日本語吹替 - 宝亀克寿
囚人番号 #01R289
ベトナム戦争の帰還兵であり裏社会のルールを知り尽くしている。ポエットに代わり黒人ギャングのリーダーとなる。
ヒルの父親は彼と親友であり、ヒルを子供の頃から面倒を見ている。
ケネス（ケニー）・ワングラー
演 - J.D.ウィリアムズ、日本語吹替 - 小野塚貴志
囚人番号 #97W566
16歳で刑務所に入ったオズの黒人ギャングメンバー。更生のチャンスをマクマナスに与えられるが、周囲の軋轢によって挫折する。妻子持ち。
クリス・ケラー
演 - クリストファー・メローニ、日本語吹替 - 山野井仁
囚人番号 #98K514
詐欺、強盗などさまざまな悪事にかかわり、複数の女性と結婚しながらも男性と関係を持ち、彼らを殺害した。人の心を操るのがうまく、シスター・ピーター・マリーも翻弄された。
ビーチャーとは当初敵として出会うが次第に彼を愛するようになる。しかし、ビーチャーとは対照的な性格であることやシリンガーとの対立が二人の運命を大きく変えていく。
シリル・オライリー
演 - スコット・ウィリアム・ウィンタース、日本語吹替 - 田中一永
囚人番号 #98P204
ライアン・オライリーの弟。ライアンが原因を作った乱闘で知的障害を負い、知能は５歳児程度。
ライアンに頼まれ、ネイサンの夫を殺害しオズに収監された。一度怒ると誰にも止められず、エムシティ内でもたびたび暴力事件を起こす。
特技はボクシング。
ナット（ナタリエ）・ギンズバーグ
日本語吹替 - 小野塚貴志
エイズに侵されたゲイ。フレンドリーな性格で、ナッパやシャーリーともすぐに打ち解けた。
ドナルド・グローヴス
演 - ショーン・ホワイトセル
囚人番号 #97G414
両親を殺害し、母親を食べ、終身刑となったカニバリスト。リバドーと仲が良かった。
ユージン・ドビンス
演 - ズイル・ベイリー
チェロを愛する温厚な人物で、ヒルと仲良くなる。暴動の際に、どさくさに紛れてナイフで刺される。
ジェレマイア・クルティエ
演 - ルーク・ペリー、日本語吹替 - 家中宏
囚人番号 #00C966
プロテスタントの牧師。カトリックのムカダ牧師と一時対立する。ティミー・カークに関わった事から運命が大きく変わってしまう。
オマー・ホワイト
日本語吹替 - 上田陽司
囚人番号 #01W711
いつも人から馬鹿にされているので見返してやりたいという欲求が強く、孤独感から薬物依存になった。マクマナスに際立った親愛の情を寄せる。
かなり短絡的な性格で、そのために、ライアンが思い通りに動かせなかった唯一の人物と言える。
ディノ・オルトラーニ
演 - ジョン・セダ、日本語吹替 - 竹若琢磨
囚人番号 #96C382
ニノ・シベッタの甥。向こう見ずで突っ走る性格でゲイには激しい嫌悪感をあらわにする。
ジェファーソン・キーン
演 - レオン、日本語吹替 - 大黒和広
黒人ギャングたちの元リーダー。ビリーという弟がいる。獄中結婚を経て、サイードと親しくなる。
ライアンの策略に嵌って死刑になった。
シャーリー・ベリンジャー
演 - キャスリン・アーブ、日本語吹替 - 高森奈緒
囚人番号 #97B642
オズ初の女性囚人にして、死刑囚。白人で美しく身嗜みや痩身に気を使う。
看守とも関係を持ち、収監中に妊娠もするが、父親は不明。ムカダ神父に「雨の日も、雪の日も」とヒントを残す。
ポエット
演 - アーノルド・ジャクソン、日本語吹替 - 高戸靖広
囚人番号 #96J332/98J442
詩人。字が書けないが、独自の世界観を絵によって表す事が出来る。本を出版し、恩赦も与えられて釈放となるも、すぐにオズへ戻ってくる。
食堂でフリースタイルのリリックで特定人物を批判したりすることもある。
ロバート（ボブ）・リバドー
日本語吹替 - 西川幾雄
囚人番号 #65R814
殺人により死刑が宣告されていたが、執行中のアクシデントにより命拾いし、そのときから神の声が聞こえるようになった。白血病の孫がいる。
同房のブスマリスとは年配者同士、仲が良いが、彼が自分を置いてミゲルと脱獄し、捕まって戻ってきた際には殺意すら覚える。
アガメムノン・ブスマリス
、日本語吹替 - 高橋翔
囚人番号 #98B242
穴掘りが得意な高齢の囚人。通称「モグラ」。オズでは三度脱獄しようとした。子供向け番組の司会者、ミス・サリーのファン。
アントニオ・ナッパ
日本語吹替 - 清川元夢
ピーターの次にイタリアンギャングたちのリーダーになる。アデビシの陰謀によってエイズを発病し、E区画に移される。
チコ・グエラ
日本語吹替 - 河相智哉
ミゲルとの間に確執があるラティーノギャング。リーダーが誰であろうと、グループのナンバー2であることが多い。
ジェームス・ロブソン
日本語吹替 - 山野井仁
囚人番号 #97R492
シリンガーの腹心の部下。とある事件以来ビーチャーを激しく憎んでおり、シリンガーとビーチャーが和解しそうになる度に妨害した。
不本意に黒人の歯茎を移植し、純血の掟を破ったとしてアーリア人グループから除名された。
チャールズ・パンカーモ
日本語吹替 - 斉藤次郎
アントニオ・ナッパの次にイタリアンギャングたちのリーダーになる。
ボクシングが強く、身内にとっては頼れる存在だが、彼の計画や仕事には詰めの甘さが目立つ。
スコット・ロス
日本語吹替 - 加藤亮夫
囚人番号 #97R518
バイカーグループ看守のダイアンの元夫の友人。ダイアンに執着する。
リロイ・ティッド
日本語吹替 - 阪口周平
囚人番号 #00T255
ギャンググループの1人で、サイードを殺すべくムスリムに近づくが、結果的に改心し、真のムスリムメンバーとなる。
ウィリアム・ジャイルズ
日本語吹替 - 松岡文雄
囚人番号 #58G714
自閉症の傾向のある囚人。シスターのピーターに言いたい事がある。敬虔なクリスチャン。
ニコライ・スタニスロフスキー
日本語吹替 - 諸角憲一
ロシア系ユダヤ人。ライアン・オライリーと、ひとつの携帯電話をめぐって冷戦状態となり、ハウエルの手によって「昇天」する。
ティミー・カーク
日本語吹替 - 河相智哉
囚人番号 #96K423
一般房に収監されており、クルティエ牧師の洗礼を受けてから人格と人生が変わっていく。
ユーリー・コシガン
日本語吹替 - 有本欽隆
ロシアの殺し屋。
ザヒール・アリフ
演 - グランヴィル・アダムス
囚人番号 #97A622
ムスリムのナンバー2。サイードを心から尊敬している一方で、彼の決断を受け入れられないことも多い。
2度ムスリムのリーダーになるものの、実力不足を実感させられる。
アロンゾ・トルケマーダ
演 - ボビー・カナヴェイル
囚人番号 #03T323
夜の帝王と呼ばれるゲイグループのリーダー。最新の合成ドラッグ「ディステニー」を配る。ミゲルに執拗な関心を寄せている。
ウィリアム・カドニー
日本語吹替 - 乃村健次
囚人番号 #99C1241
キリスト教徒。ライアンにある薬物を受け渡ししていた。
ケビン・ケッチャム
演 - スプリーム・アラー、日本語吹替 - 川村拓央
囚人番号 #00K251
黒人の5％だけが正義を理解すると信じる「ファイブ・パーセンターズ」のメンバー。アデビシに近づくが、アデビシを嫌うケラーとライアンにレイモンド・ブラウン殺しの罪を被せられ、仲間から追放される。

### 刑務所所員、看守
レオ・グリン
演 - アーニー・ハドソン、日本語吹替 - 手塚秀彰
オズワルド州刑務所の所長。刑務所内のトラブルやデブリン知事の圧力に日々悩まされている。
ティム・マクマナス
演 - テリー・キニー、日本語吹替 - 小形満
エメラルドシティの責任者。理想主義者であり、色々な囚人更生プログラムを計画するがうまくいかないことが多い。女性関係にはだらしがない。
グロリア・ネイサン
演 - ローレン・ベルツ、日本語吹替 - 相楽恵美
医務室勤務の女医。ライアン・オライリーに好かれており、それが原因でさまざまな事件に巻き込まれる。
ピーター・マリー・レイモンド
演 - リタ・モレノ、日本語吹替 - 定岡小百合
温厚な修道女であり精神科医でもある。囚人の悩みを聞き入れアドバイスをしているが、それが裏目に出ることが多い。
ダイアン・ウィトルジー
演 - イーディ・ファルコ、日本語吹替 - 園田恵子
女性看守。一人娘を持つシングルマザーで、生活のために不本意ながらオズで働いている。
レイ・ムカダ
演 - B・D・ウォン、日本語吹替 - 河相智哉
バチカンより派遣された心優しい神父。
囚人更生の手助けをし、ミゲルを救おうと奔走したり、ビーチャーとシリンガーを和解させようと努力するが、結果的にそれが最悪の事態を招いてしまう。
宗派の違いからプロテスタントのクルティエ牧師とは一時期対立していた。
クレア・ハウエル
日本語吹替 - 清水千恵
看守。マクマナスに好意を寄せるが、軽い遊びの関係にしかならなかった為、報復を目論む。
傲慢不遜な性格で、他の看守も扱いに困っており、パンカーモに「〝死〟よりも怖い」と言わしめた。
彼女を色仕掛けで利用したライアンですらも、途中から立場が逆転し、苦しめられることとなる。
ショーン・マーフィー
エムシティ看守主任。マクマナスとは旧知の仲で、信頼されている。横柄で私利私欲にかまける看守たちの中では、良心的でまともな数少ない人物。
同じブラックアイリッシュのオライリー兄弟には密かに肩入れするが、ライアンがボクシングで不正を働こうとするのを目撃した際には、きちんと阻止した。
レニー・ブルアノ
日本語吹替 - 楠見尚己
調査員。イタリアンと影で深い繋がりがある
ユージーン・リベラ
看守。過去に囚人のヘルナンデスと対立するグループに所属していた事で目を付けられ、着任早々おぞましい悲劇に襲われる。
カール・メッツィガー
演 - ビル・ファッガーバッケ、日本語吹替 - 乃村健次
アーリア系グループと繋がりがあり、看守主任に昇格してから不穏な動きがあり、マクマナスに怪しまれる。

### その他
ジェームス・デブリン
日本語吹替 - 小室正幸
政治的野心に溢れた知事。
シーマス・オライリー
吹き替え：楠見尚己
囚人番号 #03P138
ライアンとシリルの父親。

## 豆知識
- オープニングで腕に「OZ」の入れ墨を入れられているのは、製作者のトム・フォンタナである。 DVD（日本では未発売）の音声解説によると、誰もタトゥーを入れたがらなかったので自分が入れたと証言している。

- ライアン・オライリー役のディーン・ウィンタースとシリル・オライリー役のスコット・ウィリアム・ウィンタースの二人は兄弟役で出演しているが、実際に二人は兄弟である。そして3男の弟ブラッドフォードも『オズ』の脚本作家として参加している。

- ビーチャーを演じるリー・ターゲセンの実兄クリス・ターゲセンは『オズ』の音楽監督である。

- 『サタデー・ナイト・ライブ』でジェリー・サインフェルドが『オズ』の風刺コントをしたことがある。 あらすじは、『となりのサインフェルド』の最終シーズンでサインフェルドが収監された刑務所がオズだったというもので、 セットは実際に『オズ』の撮影で使用された場所である。 ヒルやビーチャー、シリンガー、オライリーなどの登場人物がエムシティでサインフェルドとやり取りをするのを見て双方のファンはとても喜んだという。

- ミゲル役のカーク・アセベドとトルケマーダ役のボビー・カナベイルは、以前にもドラマ『サード・ウォッチ』で共演している。 そのときはカーク・アセベド演じるポーリーがボビー・カナベイル演じるボビーを銃撃し殺してしまったため、 『オズ』でトルケマーダがミゲルを陥落させたときは「ボビーの逆襲」と『サード・ウォッチ』ファンは喝采した。

- マクマナスは、「世界セクシーガイコンテスト」で準優勝に輝いた経歴があるとのこと。

- 吹き替え版でビーチャー役を演じた牛山茂は、 ビーチャーが、ケラーやシリンガーに裏切られ手足を一本ずつ折られていくシーンで気持ちが悪くなったと特別番組で証言している。

- 製作・脚本・監督・指揮を務めたバリー・レヴィンソンとトム・フォンタナのドラマ『ホミサイド/殺人捜査課』には、『オズ』のメンバーが多数出演している。

- 『オズ』が作られる前、『ホミサイド』というドラマに正義感溢れる検事役で出ていたジェリコ・イヴァネクにフォンタナが次の作品の出演の打診をすると「今の役とは逆の演出なら」という返答で、デブリン知事が出来た。

- 『オズ』の話に感銘を受けたキーン役のレオンは もっと長く出たいと頼んだが、フォンタナの脚本が出来上がっていたうえに重要なエピソードであったため、変更は無理であり降板してしまった。

- ケラー役のクリストファー・メローニは 『Law and Order』の出演が決まったため降板の話も出たが、過酷なスケジュール調整でなんとか乗り切った。 プロデューサーが知り合い同士だから出来た異例のことらしい。

- ライアン・オライリー役のディーン・ウィンタースが地下鉄に乗った時、居合わせた乗客の中年女性が、ドラマで見た凶悪犯のオライリーが乗って来た!と目を白黒させてしまったので、ディーン・ウィンタースは女性を「大丈夫、あれは演技ですから」と落ち着かせた。

- NBA選手のジャクソン・ベイヒューを演じたリック・フォックスは、この当事実際にLAレイカーズで活躍していた現役のNBA選手だった。

- マクマナス役のテリー・キニーとシャーリー役のキャスリン・アーブは夫婦である。